# Budziski (powiat augustowski)
Budziski (lit. Budziskai) – wieś w Polsce położona w województwie podlaskim, w powiecie augustowskim, w gminie Sztabin.
W latach 1975–1998 miejscowość należała administracyjnie do województwa suwalskiego.